# 1989年波蘭議會選舉
1989年波蘭議會選舉是波蘭人民共和國在1989年6月4日和6月18日舉行的選舉，選出波蘭國會下院和新創立的波蘭國會上院的議員。波蘭自1988年8月開始爆發了團結工聯領導的大規模示威和罷工。為結束混亂局面，波蘭政府和反政府勢力舉行「圓桌會議」，並舉辦國會改選。這場選舉並不是完全的自由選舉，下院460議席中65%（299議席）的議席事先由波蘭統一工人黨及其衛星政黨獲得。剩餘的35%通過自由選舉產生。上議院的所有議席則都通過自由選舉產生。團結工聯在通過自由選舉選出的議員名額中取得壓倒性勝利。選舉後的9月7日，波蘭成立了戰後首個非共產黨政權。這場選舉也被認為是東歐民主化的起點。波蘭自進入波蘭第三共和國時代。